# Phaolô Tạ Đình Triết
Phaolô Tạ Đình Triết (tiếng Trung: 謝庭哲, Paul Xie Ting-zhe; 1931 – 2017) là một giám mục người Trung Quốc của Giáo hội Công giáo Rôma. Ông từng đảm trách nhiệm vụ Giám mục Hạt Phủ doãn Tông Tòa Tân Cương (còn gọi là Ô Lỗ Mộc Tề, Urumqi) từ năm 1991 đến khi qua đời vào năm 2017.

## Tiểu sử
Vị giám mục họ Tạ sinh vào tháng 1 năm 1931 tại Lan Châu, tỉnh Cam Túc (Trung Quốc). Mồ côi cha từ nhỏ, ông được mẹ nuôi dưỡng nên người. Năm 1940, ông bắt đầu con đường tu học bằng cách gia nhập tiểu chủng viện Lan Châu. 
Năm 1951, chính quyền Trung Quốc chiếm dụng các cơ sở Công giáo tại Lan Châu trong chiến dịch cải cách Cơ đốc giáo, gồm cả Tòa giám mục và Đại chủng viện Lan Châu. Đương thời, chủng sinh Tạ Đình Triết nhiều lần từ chối tham gia Hội Công giáo Yêu nước Trung Quốc, phản đối chính quyền Trung Quốc cưỡng đoạt thô bạo các cơ sở của giáo hội. Suốt thập niên 1950, ông cùng nhiều bạn chủng sinh bị buộc tội, bị bức ép lưu đày tại các trại cải tạo lao động (lao cải). Mẹ ông nhiều lần van xin ông hồi gia nhưng ông đều từ chối. Năm 1958, sau khi tốt nghiệp chủng viện, ông bị bắt giam. Trong khoảng thời gian từ năm 1961 đến năm 1979, ông bị giam giữ tại một trại lao cải ở Ürümqi. Sau khi được thả tự do, ông trở lại mục vụ trong vai trò Phó tế ở các giáo xứ vùng Cam Túc, Tân Cương. Ông thụ phong chức linh mục ngày 5 tháng 2 năm 1980. Sau khi thụ phong, ông đã có nhiều nỗ lực để phục hồi các hoạt động tôn giáo tại Tân Cương sau Cách mạng Văn hóa.
Đầu năm 1991, Tòa Thánh thông báo chọn linh mục Tạ Đình Triết làm Giám mục Hạt Phủ doãn Tông Tòa Tân Cương, vốn không có người cai quản từ năm 1969. Lễ tấn phong giám mục của ông được tổ chức bí mật vào ngày 25 tháng 11 năm 1991, do Giám mục Luca Lý Kính Phong là chủ phong. Khẩu hiệu giám mục của ông là "Adveniat regnum tuum" (Nước Cha trị đến). Chính quyền Trung Quốc không thừa nhận chức vụ giám mục của ông, nhưng chấp nhận ông trên vai trò Linh mục Giám quản Giáo phận Tân Cương.
Năm 1994, ông bí mật xuất ngoại, hành hương đến Roma và được Giáo hoàng Gioan Phaolô II tiếp kiến. Ông là một giám mục biết cách sử dụng blog thông qua mạng Internet để truyền giáo, và rất tích cực trong việc này.
Ông qua đời ngày 14 tháng 8 năm 2017 ở tuổi 86.